# Robert Nisbet
Robert Alexander Nisbet, född 30 september 1913 i Los Angeles, död 9 september 1996, var en amerikansk sociolog, professor vid University of California, Berkeley, rektor för University of California, Riverside och Albert Schweitzer Professor vid Columbia University.

## Biografi
Nisbet föddes i Los Angeles 1913. Han växte upp tillsammans med sina tre bröder och en syster i ett litet kaliforniskt samhälle, Maricopa, där hans far drev en brädgård. Hans studier vid Berkeley kulminerade i en doktorsexamen i sociologi 1939. Vid Berkeley, "fann Nisbet ett kraftfullt försvar för institutioner på mellannivå i 1800-talets europeiska konservativa tänkande. Nisbet såg i tänkare som Edmund Burke och Alexis de Tocqueville—då så gott som okända i den amerikanska akademiska världen—ett argument för vad han kallade 'konservativ pluralism.'" Han fick anställning där 1939.
Efter tjänstgöring i amerikanska armén under andra världskriget, då han var stationerad på Saipan i Stilla havet, grundade Nisbet sociologiska fakulteten vid Berkeley, och var en kort tid dess ordförande. Nisbet lämnade ett kaotiskt Berkeley 1953 för att bli dekanus för University of California, Riverside, och senare rektor. Nisbet förblev vid University of California tills 1972, då han flyttade till University of Arizona i Tucson. Kort därefter utnämndes han till den prestigefyllda Albert Schweitzer professuren vid Columbia.
Efter sin pensionering från Columbia 1978 fortsatte Nisbet sitt vetenskapliga arbete i åtta år vid American Enterprise Institute i Washington D.C. 1988 bad president Reagan honom att hålla Jefferson-föredraget inom humaniora, sponsorerat av National Endowment for the Humanities. Han dog vid 82 års ålder i Washington D.C.

## Idéer
Nisbets första viktiga verk, The Quest for Community (1953) drog slutsatsen att  de moderna socialvetenskapernas individualism förnekade en viktig mänsklig benägenhet för gemenskap genom att lämna människor utan stöd av varandra för att motverka statens centraliserande tendenser.
Nisbet ses som efterföljare till Emile Durkheim i förståelsen av moderna sociokulturella system och deras tendens. Nisbet, som ofta identifieras med högern, började sin karriär som vänstersinnad men säger sig senare ha omvänts till en slags konservativ filosofi.
Han intresserade sig särskilt för framstegstankens historia och inflytande.
Nisbet engagerade sig i manga olika välgörenhetsorganisationer och grundade också några själv.
Han medverkade i tidskriften Chronicles.

### Böcker
- 1953.  The Quest for Community:  A Study in the Ethics of Order and Freedom
- 1966.  The Sociological Tradition
- 1968.  Tradition and Revolt: Historical and Sociological Essays
- 1969.  Social Change and History: Aspects of the Western Theory of Development
- 1970.  The Social Bond: An Introduction to the Study of Society
- 1971.  The Degradation of the Academic Dogma: The University in America, 1945–1970
- 1976.  Sociology as an Art Form
- 1973.  The Social Philosophers: Community and Conflict in Western Thought
- 1974.  The Sociology of Emile Durkheim
- 1975.  The Twilight of Authority
- 1980.  History of the Idea of Progress
- 1983.  Prejudices: A Philosophical Dictionary
- 1986.  The Making of Modern Society
- 1986.  Conservatism: Dream and Reality
- 1988.  Roosevelt and Stalin: The Failed Courtship
- 1988.  The Present Age: Progress and Anarchy in Modern America
- 1992.  Teachers and Scholars: A Memoir of Berkeley in Depression and War

### Artiklar
- "Foreign Policy and the American Mind". Commentary (September 1961, pp. 194–203).
- ”The Nemesis of Authority”. The Intercollegiate Review. (Winter-Spring, 1972). http://www.mmisi.org/ir/08_01_02/nisbet.pdf.
- "The New Despotism". Commentary (July 1976).
- ”Conservatives and Libertarians: Uneasy Cousins”. Modern Age. (Winter 1980). http://www.mmisi.org/ma/24_01/nisbet.pdf.
- ”Roosevelt and Stalin (I)”. Modern Age. (Spring 1986). http://www.mmisi.org/ma/30_02/nisbet.pdf.
- ”Roosevelt and Stalin (II)”. Modern Age. (Summer/Fall 1986). http://www.mmisi.org/ma/30_3-4/nisbet.pdf.
- ”Still Questing”. The Intercollegiate Review. (Fall 1993). http://www.mmisi.org/ir/29_01/nisbet.pdf.
- "Was There an American Revolution?," The American Conservative, August 3, 2012.

### Böcker om Nisbet
- Gordon, Daniel. "The Voice of History within Sociology: Robert Nisbet on Structure, Change, and Autonomy," Historical Reflections (2012) 38#1 pp. 43-63
- Stone, Brad Lowell (2000). Robert Nisbet: Communitarian Traditionalist, ISI Books.

### Artiklar om Nisbet
- Carey, George W., 2010, "Nisbet, War, and American Republic", The Imaginative Conservative (blog).
- Church, Mike, 2012, "Robert Nisbet and the Rise of the Machines," The Imaginative Conservative.
- Elliott, Winston, III, 2010, "War, Crisis and Centralization of Power", The Imaginative Conservative (blog).
- Hill, Fred Donovan, 1978, "Robert Nisbet and the Idea of Community," The University Bookman, Volume 18, Number 3.
- Mancini, Matthew J. "Too Many Tocquevilles: The Fable of Tocqueville’s American Reception", Journal of the History of Ideas, Volume 69, Number 2, April 2008, pp. 245–268.
- McWilliams, Susan, Hometown Hero: Robert Nisbet’s conservatism of community against the state, The American Conservative (Feb. 1, 2010)
- Nagel, Robert F., 2004, "States and Localities: A Comment on Robert Nisbet's Communitarianism," Publius, Vol. 34, No. 4.
- Gary North, 2002, "Robert Nisbet: Conservative Sociologist", lewrockwell.com.
- —, 2005, "Robert Nisbet on Conservatism", lewrockwell.com
- Perrin, Robert (1999). ”Robert Alexander Nisbet”. Proceedings of the American Philosophical Society 143 (4):  sid. 695–710. Arkiverad från originalet den 2004-09-30. https://web.archive.org/web/20040930095516/http://www.aps-pub.com/proceedings/1434/Nisbet.pdf.
- Stone, Brad Lowell, 1998 (Spring), "A True Sociologist: Robert Nisbet", The Intercollegiate Review: 38–42.
- Joseph Stromberg, 2000, "The Under-Appreciated Robert Nisbet", antiwar.com.
- Robert McG. Thomas, "Robert Nisbet, 82, Sociologist And Conservative Champion", The New York Times, September 12, 1996.
- Wolfe, Alan, 2010, "Remembering Alienation," New Republic.